# Três Ranchos
Três Ranchos is een gemeente in de Braziliaanse deelstaat Goiás. De gemeente telt 2.967 inwoners (schatting 2009).